# Majsild
Majsild (Alosa alosa) er en fisk i sildefamilien, der trækker op i ferskvand for at yngle. Dette foregår i maj måned. Tidligere var arten almindelig i de tyske floder, især i Rhinen i maj, hvilket har givet anledning til fiskens navn, der på tysk er "Maifisch". Den største bestand findes nu i de franske floder.